# Müngstener Brückenpark
Koordinaten: 51° 9′ 38″ N, 7° 8′ 0″ O
Der Müngstener Brückenpark ist eine im Rahmen der Regionale 2006 ausgebaute Parkanlage an dem Fluss Wupper in der nordrhein-westfälischen Großstadt Solingen an der Stadtgrenze zu Remscheid und Wuppertal als deren Gemeinschaftsprojekt. Seinen Namen erhielt der Brückenpark aufgrund seiner Lage unter der touristisch stark frequentierten Müngstener Brücke. 

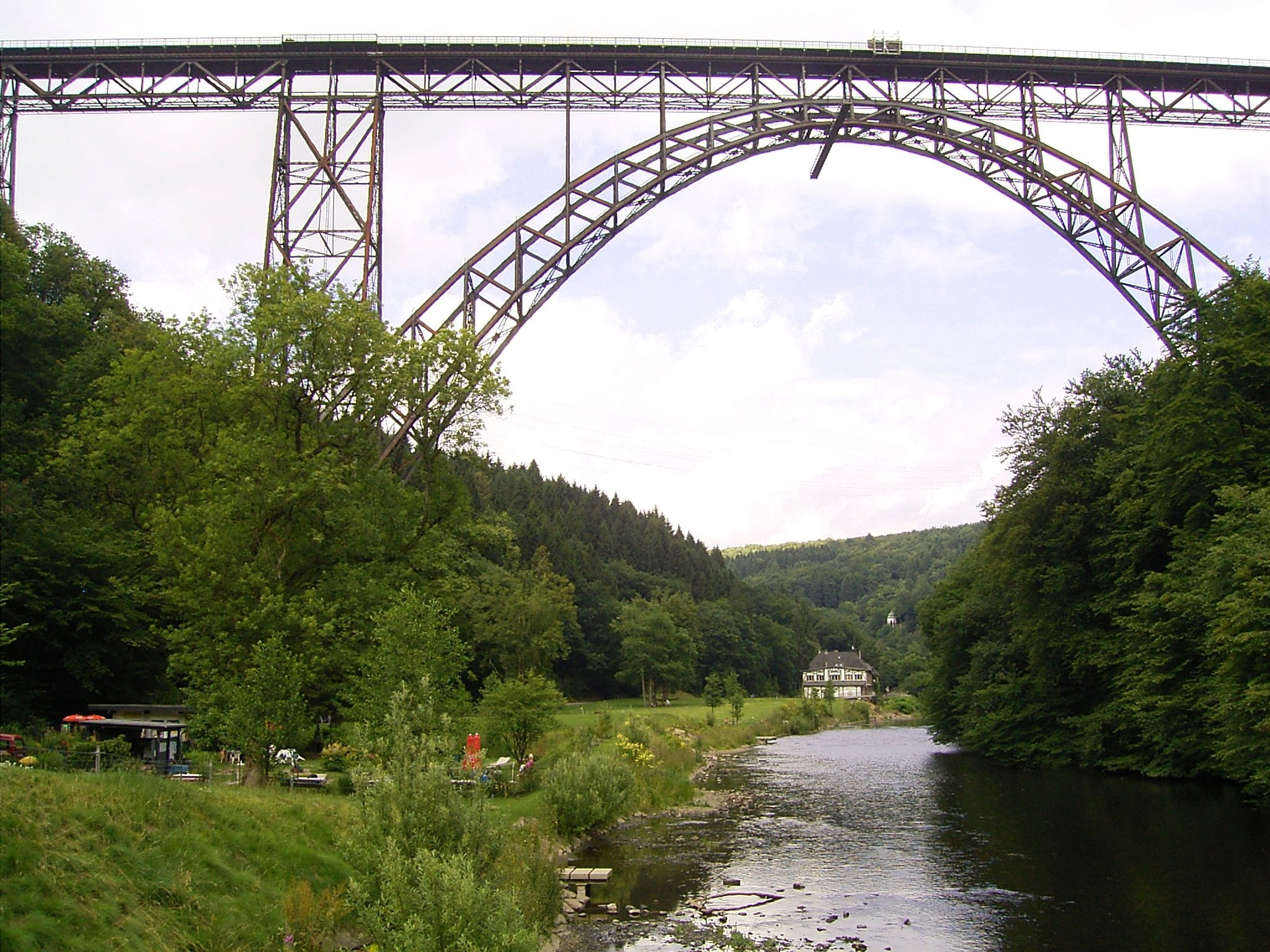
Park mit Brücke

Der Brückenpark wurde von dem Europäischen Gartennetzwerk European Garden Heritage Network (EGHN) in das Netzwerk besonders sehenswerter Parkanlagen aufgenommen und bekam die EGHN-Plakette verliehen.

## Lage und Verkehrsanbindung
Der Brückenpark liegt abseits der dichter besiedelten Gebiete am Wupperufer zwischen Solingen und Remscheid unterhalb der Brücke. Er ist erschlossen durch eine Stichstraße von der Solinger Seite aus, dem Müngstener Brückenweg, der von der Bundesstraße 229, der Remscheider Straße, abzweigt. Eine Buswendeschleife befindet sich vor Ort. Von dort aus verkehren die folgenden Buslinien:
| Linie | Strecke                                                                                                   | Betreiber | Anmerkungen                    |
| ----- | --- | --------- | ------------------------------ |
| 605   | Müngsten, Brückenpark – Wuppertal, Zoologischer Garten                                                    | WSW mobil | Freizeitlinie (an Wochenenden) |
| 658   | Müngsten, Brückenpark – Morsbach – Güldenwerth – Remscheid-Mitte – Rosenhügel – Zentralpunkt – Falkenberg | SR        |                                |
| 687   | Müngsten, Brückenpark – Krahenhöhe – Burg, Seilbahn – Burg, Schloss                                       | SWS       | Freizeitlinie (an Wochenenden) |
| NE18  | Müngsten, Brückenpark – Morsbach – Stadtpark – Remscheid Mitte                                            | SR        |                                |

## Geschichte

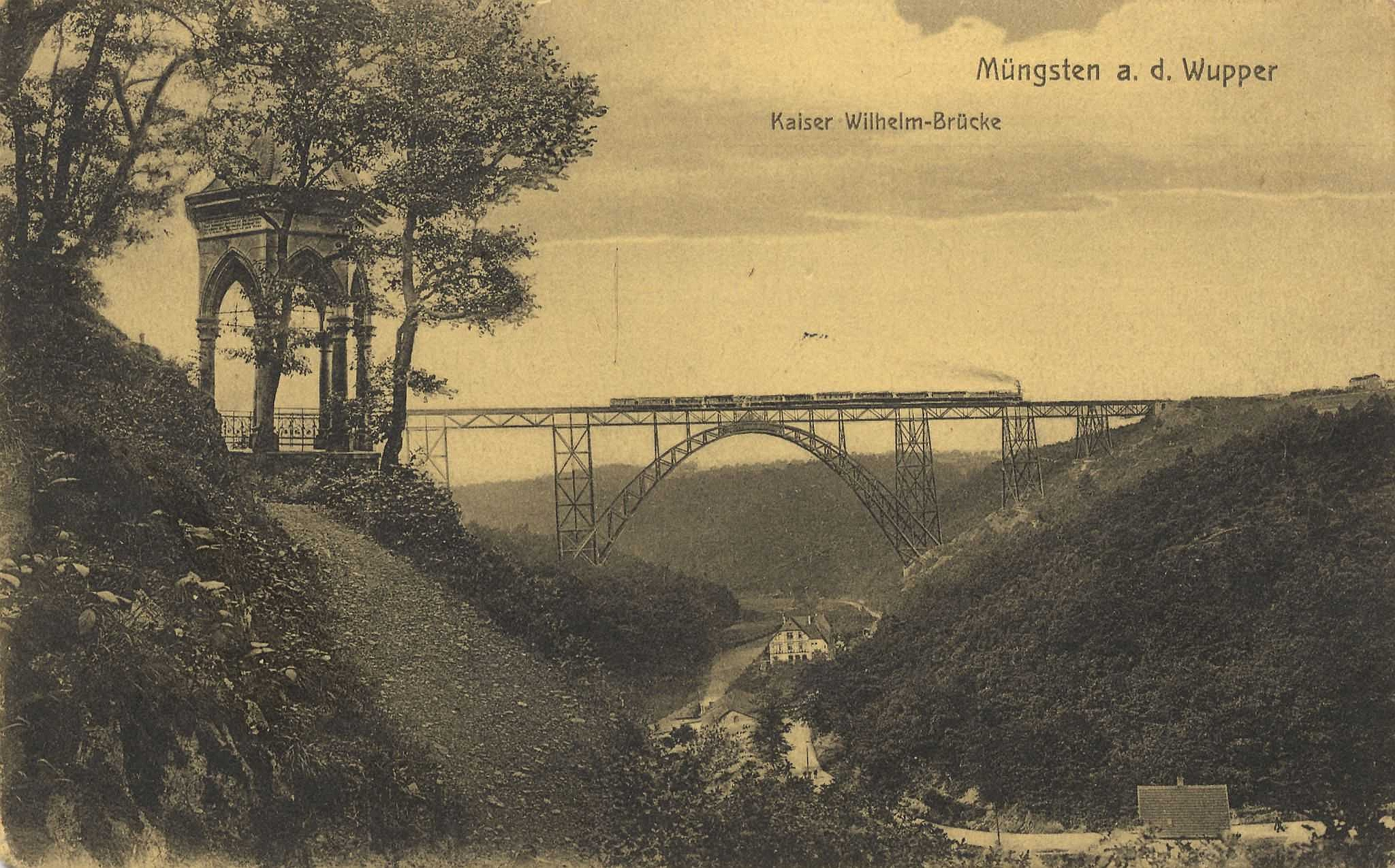
Müngstener Brücke und Umgebung im Jahre 1912

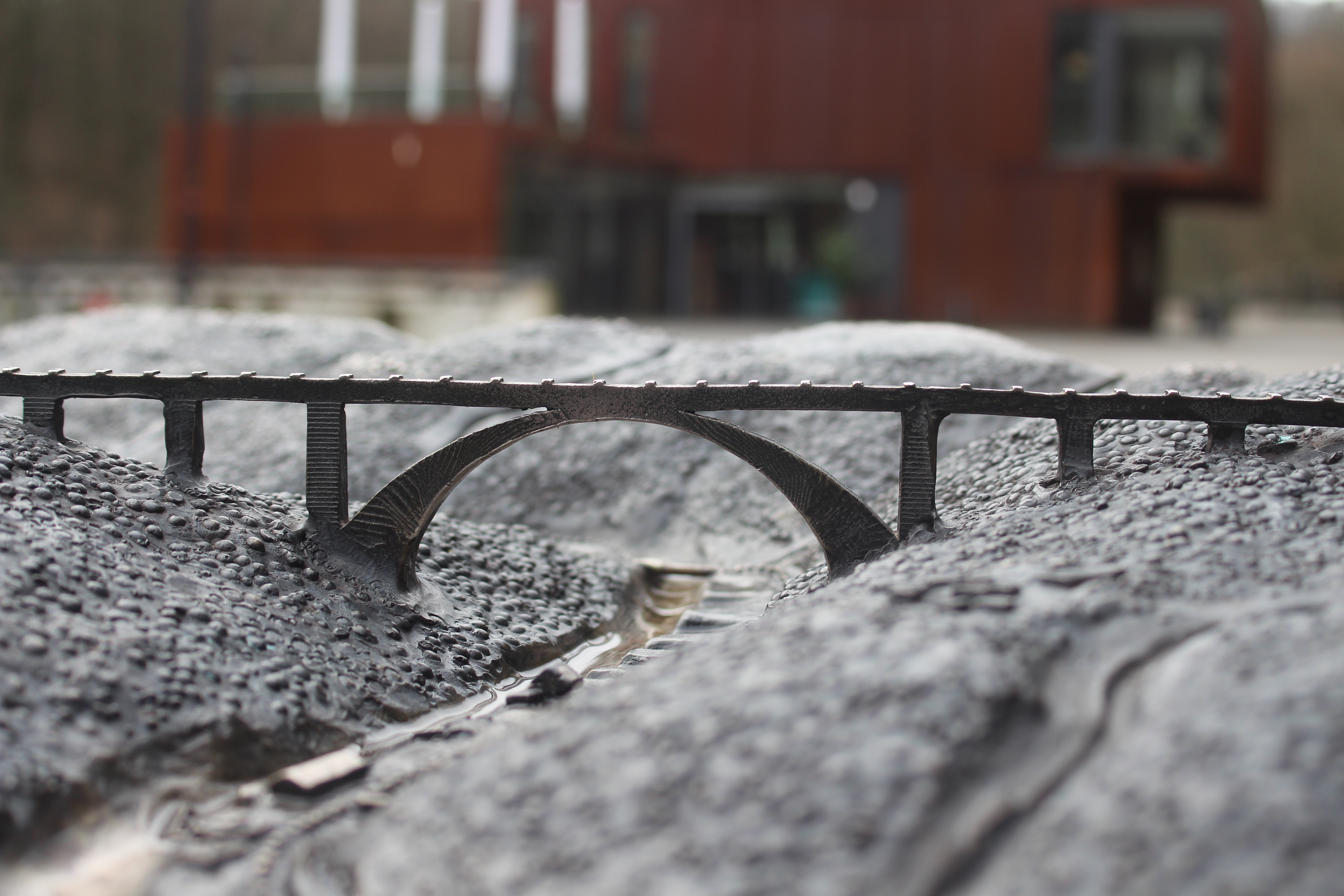
Miniatur der Müngstener Brücke im Brückenpark

### Errichtung der Brücke
Das Areal unterhalb der Müngstener Brücke erfreute sich seit deren Baubeginn im Jahr 1893 einer großen touristischen Beliebtheit. Zahlreiche Besucher interessierten sich für das technische Bauwerk, das als höchste Stahlfachwerkbrücke Deutschlands überregionale Aufmerksamkeit erlangte. Recht früh siedelten sich unter der Brücke und im nahen Ort Müngsten daher gastronomische Betriebe an, die den abgelegenen Ort zu einem in der Bevölkerung beliebten regionalen Ausflugsziel machten. Dazu gehörten das vor 1897 im bergischen Fachwerkstil erbaute Hotel-Restaurant Bergische Schweiz unterhalb der Brücke ebenso wie das Haus Müngsten. 
Neben der Brücke waren die Müngstener Kirmes, der Stausee des Morsbachs an seiner Mündung in die Wupper sowie der Aufstau der Wupper am Schaltkotten und der Diederichstempel im Wupperhang mit Blick auf die Müngstener Brücke touristische Anziehungspunkte zu Beginn des 20. Jahrhunderts. Beliebt waren überdies Wanderungen von Müngsten entlang der Wupper unter der Müngstener Brücke hindurch über den Wiesenkotten zur nahen bergischen Herzogsresidenz Schloss Burg.

### Nach dem Zweiten Weltkrieg
Nach Einstellung der Anbindung Müngstens durch die Ronsdorf-Müngstener Eisenbahn 1944 verlor das Ausflugsziel zunehmend an Attraktivität. Eine kurze touristische Blüte erlebte das Ausflugsziel noch in den 1950er Jahren mit dem Wachsen des Individualverkehrs. Kioske, eine Minigolfanlage und ein Märchenpark ergänzten zu dieser Zeit den Bereich. 
Die Gründe für den Attraktivitätsverlust waren vielfältig: Zum einen verlor die Brücke als Besuchermagnet ihre Anziehungskraft, da andere technische Errungenschaften gleichzogen. Der Stausee bei Müngsten wurde aufgelassen, der Ort selbst fiel Ende der 1960er Jahre dem Bau der Landesstraße 74 bzw. dem Ausbau der Bundesstraße 229 zum Opfer. Daneben wurde ein Großteil des Geländes unter der Brücke selbst als Parkplatz verwendet und minderte damit die Nutzbarkeit des Erholungsraums, der Märchenpark schloss. Das Wanderwegenetz unter der Brücke war unzureichend integriert und erschloss nicht das Umfeld der Brücke. Nicht zuletzt der Geruch der Wupper selbst, die bis in die 1970er Jahre als eines der am stärksten verschmutzten Fließgewässer Deutschlands galt, hielt viele von einem Besuch ab. Der Uferbereich war zugewachsen und nicht mehr vollständig zugänglich. Teile der gastronomischen Infrastruktur schlossen, Gebäude und Wege verfielen. 
Dennoch sind zu dieser Zeit jährliche Besucherzahlen bis zu 200.000 Personen belegt. Die Bergische Schweiz wurde in den 1970er Jahren als Gaststätte, Diskothek und Nachtclub betrieben, bevor 1986 die Rockdiskothek Exit dort Einzug hielt. Unter der Brücke siedelte sich auch ein beliebter Motorradtreff an.

### Umgestaltung zur Regionale 2006

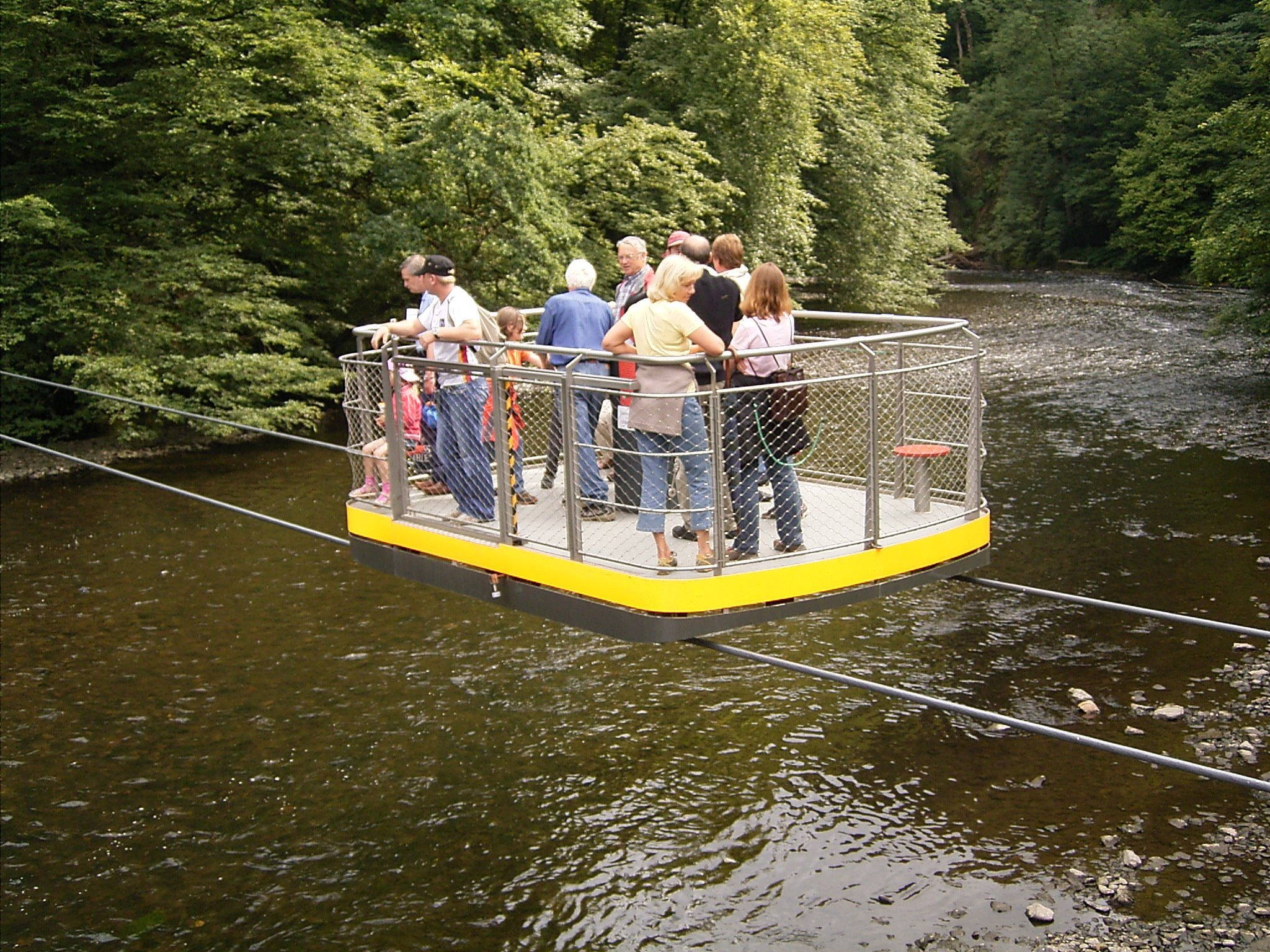
Schwebefähre Müngsten

Zur Hundertjahrfeier des Brückenbaus 1997 erlebte der Erholungsraum einen kurzen Aufschwung, der rasch wieder verebbte. Dies wurde zum Anlass genommen, eine interkommunale Arbeitsgruppe der städtischen Umwelt- und Grünflächenämter Remscheids, Solingens und Wuppertals einzuberufen, die im Vorfeld des Strukturförderungsprojekts Regionale 2006 eine Wiederbelebung des Erholungsraums diskutierte. Daneben war eine weitere Arbeitsgruppe der Biologischen Station Mittlere Wupper und der Umwelt- und Naturschutzverbände unabhängig davon seit 1999 mit einer eigenen Projektplanung befasst, da das Südufer der biologisch wieder erholten Wupper mittlerweile als Naturschutzgebiet ausgewiesen war. Beide Arbeitsgruppen wurden zu einem Arbeitskreis vereint. Ziel war die Einrichtung eine Parkanlage mit direktem Flusszugang als Ersatz für den bisherigen Zustand. Die Brückenparkplanung wurde zum Leitprojekt der Regionale 2006 erklärt und der Stadt Remscheid als verantwortlichen Projektleiter und Fördergeldempfänger überlassen.

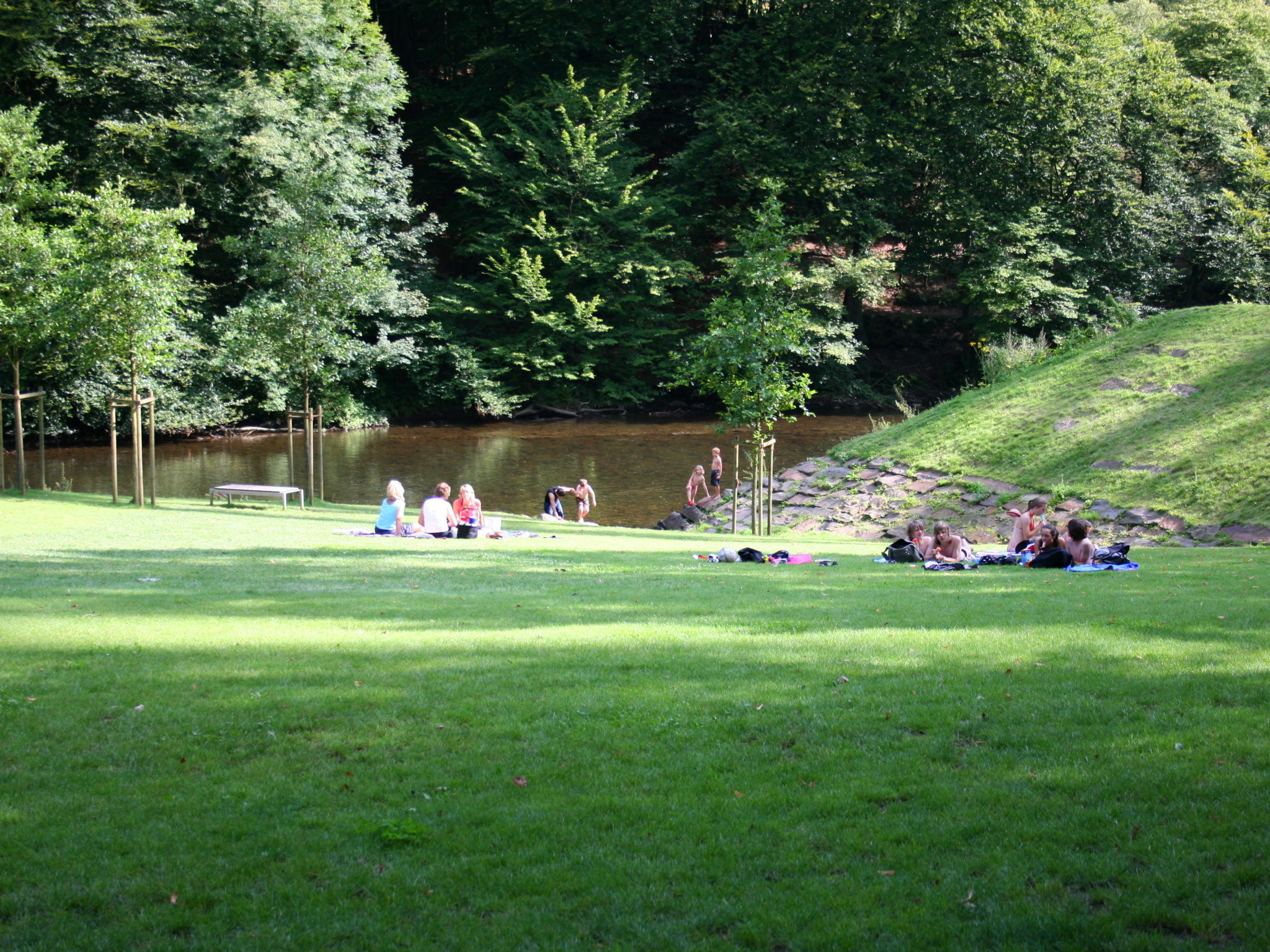
Ansicht im Park

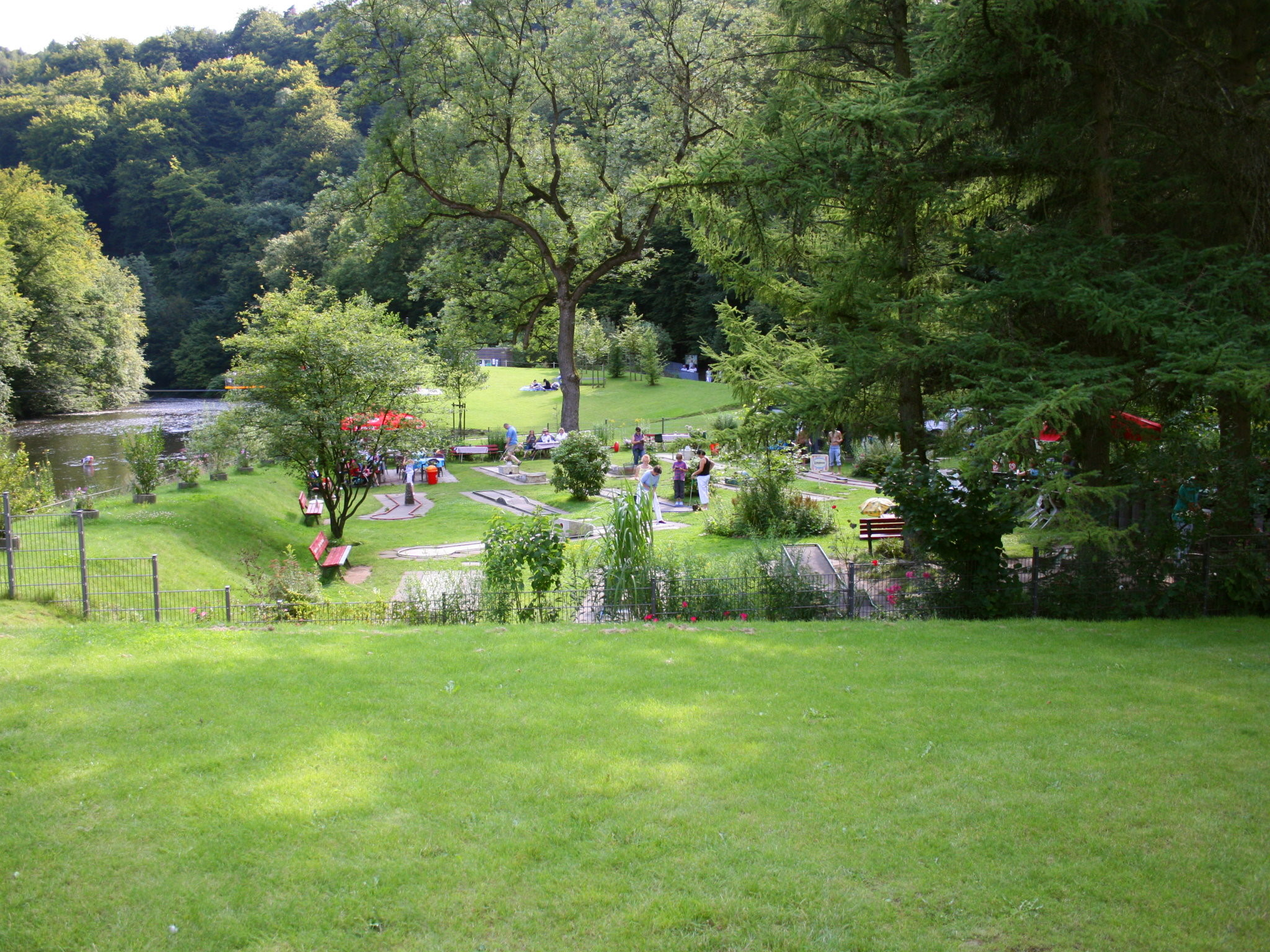
Minigolfplatz

Nach einer Grobplanung des Arbeitskreises wurde ein Realisationswettbewerb ausgelobt, an dem 23 Planungsbüros aus ganz Europa teilnahmen. Sieger wurde der Entwurf Die Landschaft ist der Star des Ateliers Loidl aus Berlin, der ab 2005 realisiert wurde. Die Planung umfasste die Schaffung großer offener Grünbereiche mit zahlreichen Sitz- und Liegegelegenheiten unter der Brücke mit direktem Zugang zum Fluss und Balkonen über dem Wasser. Eine handbetriebene Schwebefähre (Standort) schuf eine neue Wupperquerung. Akustische Installationen sowie Hinweisschilder erläutern Geschichte und Natur an der Brücke. Nachträglich wurde die zunächst nicht mehr vorgesehene Minigolfanlage und der dazugehörige Kiosk in die Planung wieder aufgenommen, da die Eigentumsfrage dieser Baulichkeiten anfangs außer Acht gelassen wurde. Die Parkplätze wurden nach außerhalb verlagert und auf dem Gelände des ehemaligen Stausees neu angelegt, markierte Wanderwege verbanden nun die Örtlichkeiten. Der Hangweg zum Wiesenkotten wurde befestigt und gesichert, künstlerische Objekte installiert, ein Erlebnisspielplatz am Brückenwiderlager im Südosthang oberhalb des Parks eingerichtet.
Daneben wurden baufällige Gebäude abgetragen, darunter die ehemalige Gaststätte Nikos Biergarten, die am 7. Oktober 2005 geschlossen und kurz darauf abgerissen wurde, ebenso wie die ehemalige Gaststätte Müngstener Brücke und der Kiosk am einstigen Märchenwald. Das Fachwerkgebäude der Bergischen Schweiz beziehungsweise später der Rockdisco Exit wurde nach längeren Verhandlungen mit dem Eigentümer schließlich Ende 2008 abgerissen. An seiner Stelle wurde ein neuer Gastronomiebetrieb, das Haus Müngsten, errichtet, der wie die Schwebefähre von der Lebenshilfe betrieben wird. 
Am 20. Mai 2006 eröffnete Lorenz Kehl vom Atelier Loidl offiziell den Brückenpark, die Feierlichkeiten wurden aber wegen eines einsetzenden Unwetters abgebrochen. Die offizielle Übergabe fand am 4. Juni 2006 statt, die Schwebefähre nahm am 7. Oktober 2006 den Betrieb auf. An den Wochenenden bindet eine neugeschaffene Busverbindung den Brückenpark an, vom nahen Haltepunkt Solingen-Schaberg wurden die Zugangswege ausgebaut. Die alte Steinbrücke bei Müngsten, die Napoleonsbrücke, wurde bis 2007 umfangreich saniert und dient heute als Fußgängerzubringer zu dem Park.
Die Umgestaltung des Parks wurde 2009 vom Bundesverkehrsministerium mit dem Nationalen Preis für integrierte Stadtentwicklung und Baukultur ausgezeichnet.
Beim Hochwasser in West- und Mitteleuropa 2021 wurde die Schwebefähre schwer beschädigt; die Reparatur dauerte bis Frühjahr 2022.

## Besucherzentrum
Die Architekten Pool 2 aus Kassel entwarfen das rostrote Besucherzentrum aus Stahl, das im Jahre 2009 fertiggestellt wurde. Das Zentrum wurde 2011 vom Landesverband Hessen des BDA mit anderen mit dem Preis Max 40 für junge hessische Architekten ausgezeichnet.

## Veranstaltungen
Mehrfach fand im Brückenpark die Kulturveranstaltung „Brückenzauber“ statt. Neben dem Auftritt von Darstellern, Gauklern und Artisten befuhren auch historische Dampfzüge die Brücke. Aufgrund neuer Gutachten zur Standsicherheit des Bauwerks war dies ab 2010 nicht mehr möglich. Stattdessen verkehrten die Züge dann zwischen dem Solinger Hauptbahnhof und dem Haltepunkt Solingen-Schaberg in unmittelbarer Nähe zur Brücke.